# Бобошевски манастир
Вижте пояснителната страница за други значения на Свети Димитър.
Бо̀бошевският манастир „Свети Димитър“ е с недействаща българска православна църква, манастирски католикон, построен през ІХ-Х век край днешния град Бобошево, област Кюстендил.
В миналото е бил известен и като Руенски, но понастоящем Руенски манастир се нарича друг, действащ манастир в района, построен над село Скрино в края на ХХ век.
Манастирът се намира на около 4 км северозападно над Бобошево, южно от село Доброво. От манастира днес е оцеляла само манастирската църква, която е реставрирана изцяло, част от воденицата и стопанска постройка по пътя за манастира.
Църквата е архитектурно-художествен паметник на културата с национално значение (ДВ, бр. 38/1972).

## История
Манастирът възниква в началото на Х век, като първоначално се намира на над с.Скрино. В манастира започва своя монашеския път и св. Йоан Рилски. Манастирът е разрушен след завладяването на България от османските турци. Възстановен е по времето на султан Баязид II (1481-1512), но не на старото си място, а на югоизток – над Бобошево. В продължение на няколко века манастирът е важно средище на просветата не само за монашеското братство, но и за българския народ. След Освобождението манастирът постепенно обеднява и запустява – в него престават да идват монаси и управлението му се поема първо от Бобошевската община, а впоследствие – от местните свещеници. Освен църквата манастирският комплекс към 1930 г. включва още жилищни постройки, готварница, фурна, хамбар и стопански постройки – плевня, воденица, обори, ракиджийница. По това време манастирът притежава 694 дка земя по източните склонове на Руен, от която 300 дка гори, 250 дка ниви, 100 дка пасища, 30 дка ливади, 10 дка овощни градини, 4 дка зеленчукови градини, както и 5 дка лозе в пролома на река Струма, и метох в Бобошево.
В периода 2003-2007 г. е осъществен проект на БНК към Международния съвет за паметниците на културата и забележителните места (ИКОМОС) за укрепване, консервация и реставрацията на църквата. Проектът е финансиран от Фондация „Л.Г.Левентис“ и WMF – Robert Wilson Challenge.

## Архитектура
Манстирската църква представлява малка, еднокорабна сграда с вътрешни размери 4,15 м на 2.66 м и височина 5,50 м. Снабдена е с полукръгла отвън и отвътре апсида, широка 1,38 м и дълбока 0,70 м. В източната стена, вляво от апсидата, има полукръгла ниша (0,45 х 0,52 х 0.37 м.) а в северната стена – четвъртита (0,20 х 0,20 х 0,25 м.). На запад се намира входът, висок 1,85 м и широк 1,25 м. Сводът е полуцилиндричен. През 1864 г. е прибавен притвор с вход на север и с пет аркирани прозорци. Подът на наоса е застлан с каменни плочи.
Цялата вътрешност на църквата, без притвора, е изписана с традиционната за този тип църкви стенопис. В нея са застъпени няколко художествени традиции; фигурите са раздвижени, образите – емоционални, а лицата изразителни. Тоновете са тъмни, наситени, добре хармониращи. Правят впечталение многофигурните композиции. На свода се виждат три големи медальона, като централно е изобразена фигурата на Христос, обкръжена от четири ангела. Отстрани, в по-малки медальони, са разположени пророците Мойсей, Аарон, Йезекиил и др. Под тях са нарисувани два пояса от сцени: горен, включващ големите празници Рождество, Кръщение, Разпятие и др., и долен – с Христовите страсти. По северната и южната стени на църквата, над Страстите, е изобразен още един фриз от медальони с образите на светците войни, тримата мъже от вавилонската пещ и др. В долната част на стените са изписани образите на светци в цял ръст. На западната стена е изобразено Успение Богородично, под което на двете страни на вратата са изписани канонизираните владетели Константин и Елена и Архангел Михаил.
Църквата е построена след 1481 г. Стенописите датират от 1488 г. и са дело на охридската школа. Ктиторски надпис над входната врата в наоса гласи:" + Изволениемъ отца и поспешениемъ сина и съвършение святого духа, сей святи божественни храмъ святого и славного великомученика и мироточьца Христова Димитриа потруди и пописа отъ свода иеромонахъ Неофитъ съ синови си попа Димитромъ и Богданомъ. Прости ихъ Богъ. Аминъ. Въ лето 6996 (1488) въ царя Баязитъ бега. Обладающе сие хоры освещени епископъ киръ Йаковъ."
Зографът на църквата изписва също и църквата „Свети Никола“ в Косел, Охридско.
Иконите от иконостаса на църквата (от 1729 г.) се съхраняват в криптата на храм-паметника „Свети Александър Невски“, а част от запазените ръкописни книги, преписвани и запазени в манастира се съхраняват в Църковно-историческия музей (София).

## Галерия
- Христос Пантократор, сцена Дейсис в наоса, фрагмент
- Света Богородица – стенопис
- Дейсис – стенопис
- Успение Богородично – стенопис
- Свети Димитър – стенопис